# 고석 (사회운동가)
고석(1963년 ~ )은 한국어린이안전재단을 설립한 사회운동가, 기업인이다.

## 생애
1999년 씨랜드 화재 참사 당시 유치원에 다니던 쌍둥이 딸을 잃었다. 사고 직후 씨랜드 참사 유가족모임의 대표로 사고 원인에 대한 진상 규명 촉구와 보상 문제를 이끌었다. 2000년 재직 중이던 제약회사를 그만두고 한국어린이안전재단을 설립했다.